# 建五
建五（Rho1 Sagittarii，拉丁化）是人馬座的一顆恆星，是位於人馬座南側的一顆變星變星。它具有白色色調，肉眼可見，視星等在3.93左右變動。根據視差，這顆恆星距離太陽系大約127光年，並以+1.2公里/秒的徑向速度遠離太陽系。它位於黃道附近，因此可以被月球掩蔽。此外，太陽系的行星如水星與金星等也可能遮掩它，但這現象非常罕見。下一次被行星遮掩將發生在2046年2月23日，人馬座ρ¹被金星遮掩。
這個天體的恆星分類為A9IV，匹配遠離主序帶演化成為次巨星。這是一個低振幅的盾牌座δ型變星，範圍從3.94到3.90星等，週期為0.05天。這顆恆星的年齡為8億9300萬年，並且以68公里/秒的投影旋轉速度旋轉。它的質量是1.9倍太陽質量，和半徑3.3倍太陽半徑。這顆恆星來自光球輻射的光度是太陽光度的31倍，表面的有效溫度為7,469K。